# Pyrgomantis nana
Pyrgomantis nana es una especie de mantis de la familia Tarachodidae.

## Distribución geográfica
Se encuentra en Ruanda, Congo y Burundi.